# Lodovico Graziani
Pour les articles homonymes, voir Graziani.
Répertoire
Alfredo Germont dans La traviata de Giuseppe Verdi
Lodovico Graziani (14 novembre 1820 — 15 mai 1885) est un ténor italien d'opéra. Selon John Warrack et Ewan West, écrivant dans The Oxford Dictionary of Opera : « Sa voix était claire et vibrante mais il manquait d'effets dramatiques. » Il est maintenant surtout connu pour son rôle d'Alfredo Germont lors de la première mondiale de La traviata de Giuseppe Verdi en 1853.

## Biographie
Graziani naquit à Fermo, Italie, dans une famille de musiciens. Trois de ses frères furent également chanteurs professionnels, en particulier son plus jeune frère Francesco Graziani (en) qui devint un baryton renommé et passa la plus grande partie de sa carrière musicale à chanter au Royal Italian Opera (Covent Garden) de Londres. Lodovico étudia avec Cellini et fit ses débuts à Bologne en 1845 dans Don Procopio de Carlo Cambiaggio,. Il chanta en 1846 au Regio Teatro degli Avvalorati de Livourne le rôle d'Elvino dans La sonnambula de Vincenzo Bellini. Il fit ses débuts à La Scala le 14 août 1847 dans le rôle-titre de Dom Sébastien, roi de Portugal de Gaetano Donizetti.
En 1851, dans la Salle Ventadour du Théâtre-Italien à Paris, Graziani chanta Gennaro dans Lucrezia Borgia de Donizetti avec Marianna Barbieri-Nini dans le rôle-titre et Fortini dans le rôle du duc de Ferrare,. Il partit la saison suivante à La Fenice de Venise où il interpréta Idreno dans Semiramide de Rossini, le duc de Mantoue dans Rigoletto, le rôle-titre dans Stiffelio de Verdi et dans les premières de plusieurs opéras de compositeurs mineurs italiens,. Lors de sa seconde saison à Venise, le 6 mars 1853, il créa le rôle d'Alfredo dans La traviata de Verdi. La production rencontra peu d'enthousiasme et Verdi, qui était déprimé et déçu, qualifia le chant de Graziani comme « marmoréen » et « monotone, » bien que la plus grande partie du blâme pour l'échec de l'opéra fût réservée au baryton Felice Varesi qui chantait Giorgio Germont. Graziani ne se sentant pas bien, une représentation fut annulée à cause de son indisposition. Graziani eut plus de succès dans d'autres rôles de Verdi plus tard dans sa carrière.
Graziani retourna au Théâtre-Italien pour la saison 1854-1855 pour chanter Manrico dans Il trovatore de Verdi avec la contralto Adelaide Borghi-Mamo dans le rôle d'Azucena. Verdi, qui était à ce moment-là à Paris pour travailler la production de l'opéra de Paris des Vêpres siciliennes, fut persuadé parle directeur italien Calzado de ne pas seulement valider la production mais également de la superviser. Les représentations, qui commencèrent le 23 décembre 1854, furent un succès.
Graziani retourna à La Scala en 1855 dans L'Ebreo de Giuseppe Apolloni et en 1862 pour interpréter Riccardo dans Un ballo in maschera de Verdi. Il interpréta à La Scala d'autres rôles de Verdi, dont le Duc de Mantoue dans Rigoletto et Enrico dans Giovanna de Guzman (le nom donné à la première version italienne des vêpres siciliennes),.
Il chanta le rôle-titre dans Dom Sébastien, roi de Portugal de  Donizetti au Teatro San Carlo à Naples en 1856 et le rôle de Vasco da Gama lors de la première italienne de L'Africaine de Meyerbeer à Bologne en 1865,. Il chante également à Vienne en 1860.
Graziani meurt à Fermo.

## Frères
Les trois frères de Lodovico Graziani étaient également chanteurs professionnels : Giuseppe (1819 — 1905), basse ; Francesco (en) (1828 — 1901), baryton ; Vincenzo (1836 — 1906), baryton.